# SERA-CD

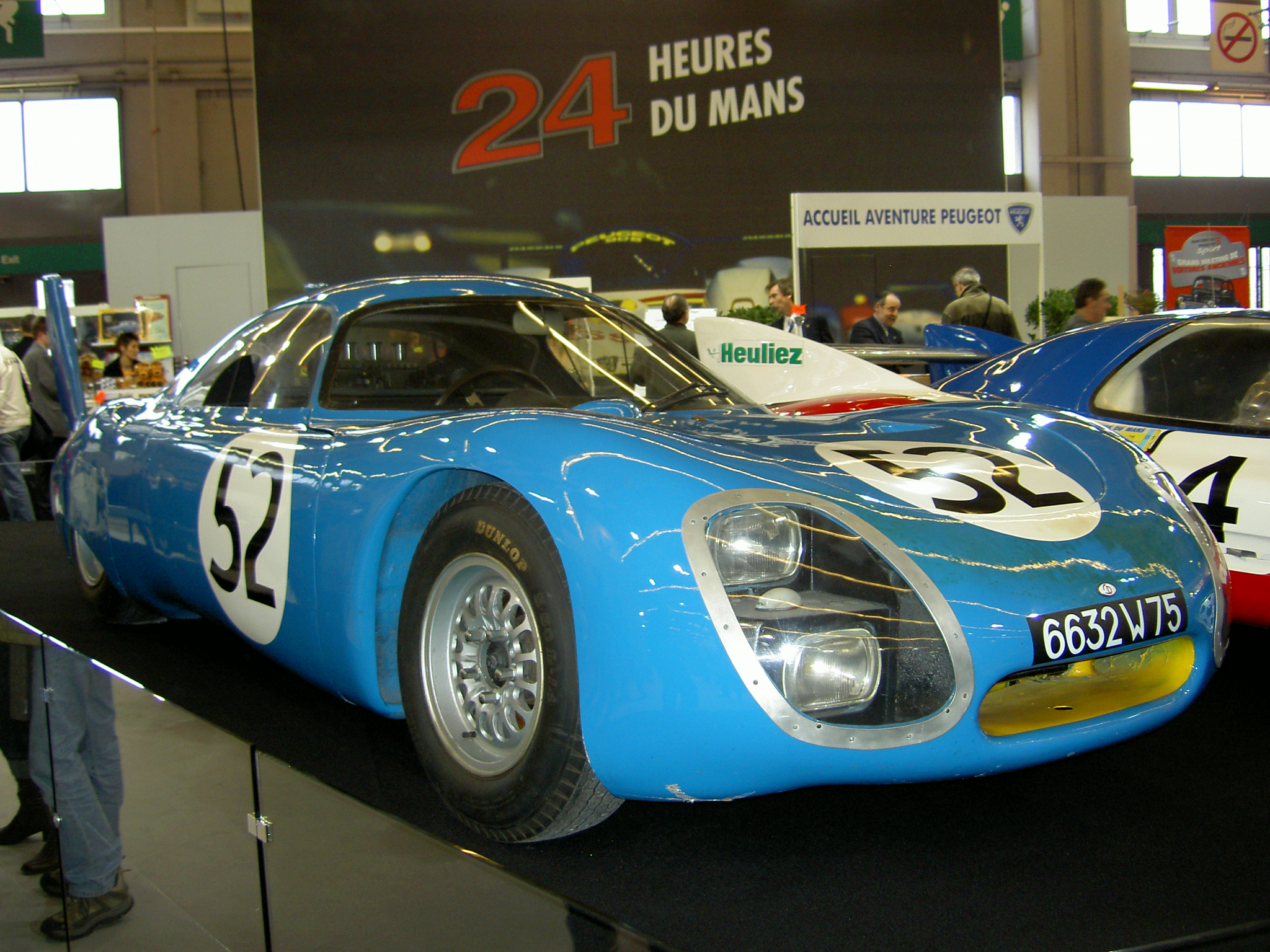
CDプジョー

SERA-CD（Société d’Etudes et de Réalisations Automobiles - Charles Deutsch ）はフランスにかつて存在した自動車技術研究会社・自動車メーカーである。
エコール・ポリテクニーク出身の秀才シャルル・ドゥーチェ（Charles Deutsch ）はDBの創業者の一人となったが、創業者仲間だったルネ・ボネ（René Bonnet ）と設計方針で対立して1962年にDBを辞し、CDを起こした。1962年のル・マン24時間レースにはパナールベースで3台のレーサーを送り込み、ルネ・ボネのオトモビル・ルネ・ボネと相見え性能指数賞とE850クラス優勝を争って勝利、その市販型をパナールのためパナール・CDとして設計した。
その後シャルル・ドゥーチェは一時フランス道路公団のエンジニアをしていた。ル・マンのブガッティ・サーキットの設計にタッチしている。
しかしレースへの情熱は断ちがたく、プジョーの協力を得てプジョー・204をベースにCDプジョーを設計し3台を製作した。SOHCの1,130ccエンジンは1,149ccに拡大され100hp/8,000rpm、横置きのままミッドシップにマウントされた。シャシーは軽合金ツインチューブを主体とするモノコック。ボディーは繊維強化プラスチック製で、高速時の直進安定性のために高いフィンを加えるなど高度に空力に配慮した。そして1966年・1967年とル・マンに参戦するがいずれも完走はならず、結局レースから手を引くことになった。
その後も同社は自動車技術のR＆D事業を続けていたが、2007年にハイテク企業のSogeclairによって吸収された。